# Somnolencija
Somnolencija je najblaži oblik kvantitativnog poremećaja svijesti, kada je bolesnik pospan, nezainteresiran za događaje u okolini. Slabiji podražaji ne izazivaju reakciju kod bolesnika, lako zapada u san nakon prestanka jačih podražaja i može se bez teškoća ponovo probuditi. Pažnja je oslabljena, sporo reagira na pitanja, odgovara teško, usporeno, sa zakašnjenjem, očni kapci su zatvoreni, lice opušteno, pospano... Često se kaže da je bradipsihičan zbog usporenosti pokreta, govora i rasuđivanja. 
Somnolentnost se javlja kod trovanja ugljičnim monoksidom (CO), kod predoziranja ili trovanja sedativima, barbituratima, neurolepticima, izraženog gubitka krvi ili nakon teških fizičkih napora te dugotrajnih nesanica.